# Placenticeras
Il placenticerato (gen. Placenticeras) è un mollusco cefalopode estinto appartenente alle ammoniti. Visse nel Cretaceo superiore (80-65 milioni di anni fa). I suoi resti si rinvengono in gran parte del mondo, in particolare negli Stati Uniti.

## Descrizione
Questo animale raggiunse uno dei massimi gradi di specializzazione fra le ammoniti: la conchiglia, infatti, era estremamente compressa lateralmente ed era dotata di un ultimo giro molto sviluppato in altezza, che andava a ricoprire parzialmente gli altri. Le sue dimensioni, come quelle di altre ammoniti del cretaceo, erano notevoli e potevano raggiungere i 50 centimetri di diametro. La conchiglia, vista frontalmente, presentava un ventre strettissimo ed era talmente appiattita da assumere la forma di un fuso; probabilmente era rivestita da uno strato esterno madreperlaceo. I fianchi erano estremamente lisci e le coste erano talmente deboli da risultare quasi invisibili. Una delle specie più note è Placenticeras meekei.

## Fossili
Alcuni esemplari di placenticerato trovati nel Canale interno occidentale degli Stati Uniti portano i segni di larghi fori sulla conchiglia. Questi buchi hanno disposizione, forma e dimensioni caratteristiche tali da poter essere ricondotte alla dentatura di grandi lucertole marine, note come mosasauri, molto abbondanti nel Cretaceo superiore e probabili predatori di grandi ammoniti. Un esemplare risulta essere stato morso ripetutamente (addirittura 14 volte) da uno di questi animali; evidentemente il rettile aveva tentato più volte di cibarsi dell'ammonite prima di desistere; forse il mollusco era troppo grosso. Studi recenti, tuttavia, sembrerebbero smentire l'ipotesi che i buchi sulla conchiglia siano stati fatti da un mosasauro.

## Stile di vita
Alcuni esperimenti effettuati su modelli ricostruiti di placenticerato hanno mostrato che questo animale era probabilmente il più veloce nuotatore tra le ammoniti. Le grandi dimensioni e la forma eccezionalmente idrodinamica lo rendevano particolarmente agile: quando espelleva acqua dal sifone, il placenticerato doveva rendersi una preda particolarmente difficile da catturare, ma anche un temibile cacciatore per gli animali più piccoli.